# Abubakari Kankani
Abubakari Kankani (Accra, 25 dicembre 1976) è un ex calciatore ghanese, di ruolo portiere.

## Carriera

### Club
Ha sempre giocato nel campionato ghanese.

### Nazionale
Con la maglia della Nazionale ha collezionato 3 presenze tra il 2002 e il 2003.